# 나카무라 쇼자부로
나카무라 쇼자부로(일본어: 中村 正三郎, 1934년 7월 18일~2023년 9월 1일)는 일본의 정치인으로, 자유민주당 소속 중의원 의원, 미야자와 내각의 환경청 장관, 오부치 내각의 법무대신, 일본 각 부처의 정무차관 (政務次官) 을 지냈다.
지바현 출신으로, 게이오기주쿠 대학 법학부를 졸업한 후, 후지 제철(富士製鐵)에서 일하였다. 1979년 제35회 중의원 의원 총 선거에서 총 당선되었으며, 청화 정책 연구회(清和政策研究会) 에 소속해 부회장까지 지냈다. 이후 2003년 제43회 중의원 의원 총선거까지 아홉 번 연속 당선되었다.
1991년 미야자와 내각의 환경대신으로 첫 입각했으며, 제2차 하시모토 내각의 미쓰즈카 히로시 대장대신 밑에서 정무차관으로 있었다. 1998년 7월부터 1999년 3월까지는 오부치 내각의 법무대신을 지냈으며, 2005년 우정 해산(郵政解散) 이후, 정계에서 은퇴하였다.